# Friedrich Wilhelm Bautz
Friedrich Wilhelm Bautz (né le 20 décembre 1906 à Brambauer et mort le 19 août 1979 à Dortmund) est un théologien et écrivain protestant allemand.

## Biographie
Bautz étudie la théologie à Münster, Bethel, Berlin et Tübingen. À partir de février 1939, il fut curé de la maison Franz Arndt (de), un foyer pour handicapés à Volmarstein, puis curé de Kriescht et d'Annarode. De 1954 à 1958, il travaille à la Neukirchener Verlagsgesellschaft (de) en tant qu'éditeur et en même temps comme représentant paroissial à la paroisse de l'église de Stiepel (de). En 1959, il prend en charge un remplacement de maladie à Witten-Heven. À la bibliothèque de la ville et de l'État de Dortmund (de) et à la bibliothèque universitaire et d'État de Münster, Bautz travaille sur le Biographisch-Bibliographisches Kirchenlexikon (BBKL), un ouvrage de référence dont il est considéré comme le fondateur.
Avec le professeur de piano Else Bautz, née Schlimm, qu'il épouse en 1939, il a trois enfants, une fille et deux fils, dont Traugott (1945-2020) qui a continué le Biographisch-Bibliographische Kirchenlexikon.

## Œuvres (sélection)

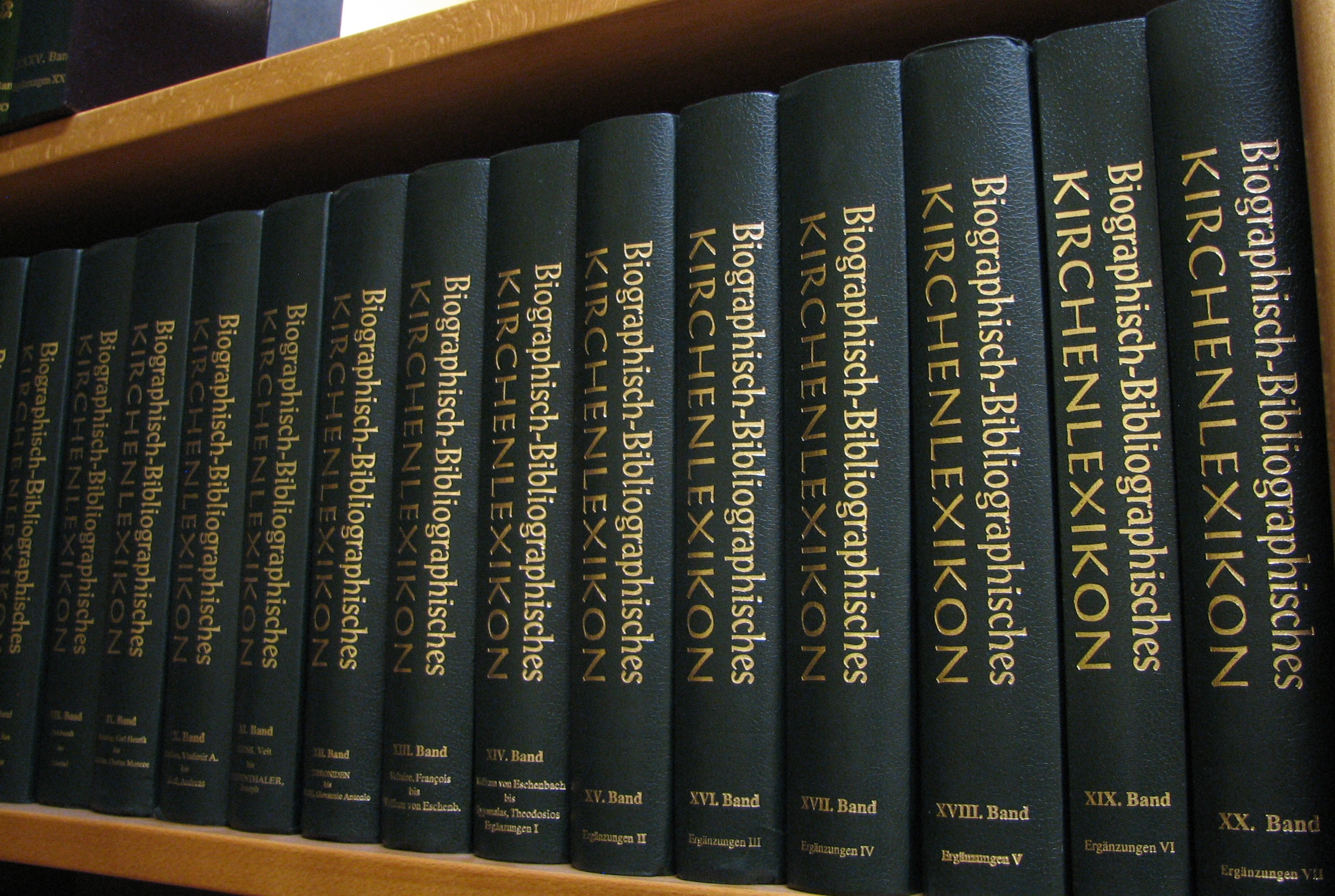
Bautz, fondateur du BBKL

- Meine Seele ist stille zu Gott. Witten 1936, (OCLC 71985261).
- Er weiß dein Leid und heimlich Grämen. Trostbüchlein. Konstanz 1939, (OCLC 71985252).
- Dein Weggenosse – Ein Kurzandachtsbuch für das Jahr 1949. Konstanz 1948, (OCLC 312471709).
- Wir haben einen Gott, der da hilft. Feierstunde in der Gemeinde zum Jahresschluß. Witten 1948, (OCLC 73243692).
- Siegend schreitet Jesus über Land und Meer (= Glaubenshelden und Gottesstreiter. Band 1). Konstanz 1949, (OCLC 458669323).
- Es kostet viel, ein Christ zu sein (= Glaubenshelden und Gottesstreiter. Band 2). Konstanz 1949, (OCLC 312471529).
- Verheißungslicht und Erfüllungsfreude. Eine Weihnachtsfeierstunde in der Sonntagsschule. Was brachte uns die Weihnacht? Eine Weihnachtsfeierstunde in der Gemeinde. Gestaltung der Feier und Auswahl der Texte (= Evangeliums-Gedichte. Heft 29/30). Witten 1948, (OCLC 73243687).
- Die Neuapostolischen. Eine Darstellung ihrer Geschichte, Lehre und Verfassung und ihre Beurteilung im Lichte der Bibel (= Kelle und Schwert. Heft 81). Witten 1949, (OCLC 613878716).
- Ein Christ kann ohne Kreuz nicht sein (= Kreuzträger unter den Liederdichtern. Band 3). Baden-Baden 1952, (OCLC 632545745).
- Von Gott will ich nicht lassen! (= Kreuzträger unter den Liederdichtern. Band 2). Baden-Baden 1952, (OCLC 632545769).
- Worte für die Stille. Witten 1952, (OCLC 73243697).
- Festliche Stunden im Frühling. Ich singe mit, wenn alles singt. Eine Frühlingsfeier für die Sonntagsschule und den Jugendkreis. Gedicht für das Fest der Himmelfahrt. Vorlese- und Vortragsstoff für den Muttertag (= Evangeliums-Gedichte. Heft 38/39). Witten 1953, (OCLC 1071279995).
- Irrlehren im Lichte der heiligen Schrift. Bielefeld 1954, (OCLC 1068337360).
- Die Christliche Wissenschaft (= Kelle und Schwert. Heft 83). Witten 1954, (OCLC 73243694).
- Jesus ist kommen, Grund ewiger Freude. Eine Weihnachtsfeier in der Sonntagschule (= Evangeliums-Gedichte. Heft 33). Witten 1954, (OCLC 73476592).
- Anthroposophie und Christengemeinschaft (= Kelle und Schwert. Heft 88). Witten 1954, (OCLC 73227199).
- Die Adventisten vom Siebenten Tage. Eine Darstellung ihrer Geschichte und Lehre und ihre Beurteilung im Lichte der Bibel (= Kelle und Schwert. Heft 82). Witten 1955, (OCLC 1070938622).
- Erntedank. Feierstunde in der Gemeinde zum Erntedankfest (= Evangeliums-Gedichte. Heft 32/32a). Witten 1954, (OCLC 73476592).
- Verderbliche Irrlehren (= Kelle und Schwert. Heft 15). Witten 1955, (OCLC 1072750376).
- Die Weihnachtsgeschichte in Wort und Lied. Eine Weihnachtsfeierstunde in der Sonntagsschule (= Evangeliums-Gedichte. Heft 48/49). Witten 1956, (OCLC 73243690).
- Verderbliche Irrlehren. Worte der Aufklärung und Abwehr (= Kelle und Schwert. Heft 15). Witten 1956, (OCLC 73243679).
- Er füllt leere Hände. Tägliche Andachten. Neukirchen-Vluyn 1965, (OCLC 917426021).
- In Gottes Schule. Ein Buch der Hilfe und des Trostes. Stuttgart 1965, (OCLC 73243684).
- In keinem andern ist das Heil. Eine Christusverkündigung aus alter und neuer Zeit. Gladbeck 1966, (OCLC 6954953).
- Das Wort vom Kreuz: Evangelische und katholische Theologen verkünden Christus, den Gekreuzigten. Einsiedeln/Zürich/Köln 1967, (OCLC 73929176).
  - La parola della croce: teologi evangelici e cattolici annunciano Cristo il crocifisso (= Spiritualità del nostro tempo). Assisi 1969, (OCLC 72394994).
- Für dich – Für heute. Ein Wort der Heiligen Schrift als Geleit für den Tag. Regensburg 1974,  (ISBN 3772200834).
- Die Mormonen. Worte der Aufklärung und Abwehr. Gladbeck 1976,  (ISBN 3-7958-0028-5).
- Adventisten. Worte der Aufklärung und Abwehr. Gladbeck 1976,  (ISBN 3795800870).
- Die Christengemeinschaft, einschließlich Anthroposophie. Worte der Aufklärung und Abwehr. Gladbeck 1976,  (ISBN 3-7958-0018-8).
- Die „Christliche Wissenschaft“. Worte der Aufklärung und Abwehr. Gladbeck 1976,  (ISBN 3-7958-0008-0).
- Die Pfingstbewegung. Worte der Aufklärung und Abwehr. Gladbeck 1976,  (ISBN 3-7958-0038-2).
- Zeugen Jehovas. Worte der Aufklärung und Abwehr. Gladbeck 1976,  (ISBN 3795800978).